# Кунько, Римма Владимировна
Римма Владимировна Кунько (14 декабря 1926 года — 1 июля 1944 года) — партизанка, участница партизанского движения и «Рельсовой войны» на территории Могилёвской области Белорусской ССР в годы Великой Отечественной войны.

## Биография
Римма Кунько родилась 14 декабря 1926 года в городе Речица Гомельской области Белорусской ССР (ныне Белоруссия) в семье учителей. В семье уже было два старших брата: Владимир и Марк. 
В 1933 году отца Риммы назначают директором Липеньской школы и семья в 1934 году переезжает в деревню Липень Осиповичского района Могилевской области Белорусской ССР. Они жили в небольшом доме рядом со школой (сейчас в этом здании находится Музей боевой и трудовой славы учебного заведения). Римма мечтала стать преподавателем географии. Она отличалась большой эрудицией и целеустремлённостью. Была членом ВЛКСМ. 
24 июля 1938 года по доносу в шпионаже арестовали отца Риммы, он был приговорен к высшей мере наказания и расстрелян. Реабилитирован в 1956 году. 
Зимой 1940 года братья ушли добровольцами на Советско-финляндскую войну, Римма хотела с ними и даже пыталась уговорить мать, но та не согласилась. Ночью Римма убежала из дома, однако мать догнала её в Орше и вернула домой. Римма тогда сильно обиделась.
Здоровье мамы Веры Марковны стало ухудшаться: её стало беспокоить сердце. Дети уговорили её поехать в санаторий на оздоровление. 15 июня 1941 года Вера Марковна уехала в Севастополь по путёвке. Ни Римма, ни Владимир больше не увидят маму.
До войны Римма окончила 8 классов средней школы. Была членом ВЛКСМ. После начала Великой Отечественной войны и оккупации немецкими войсками Белоруссии, 14-летняя Римма вместе с братьями Владимиром и Марком участвовала в активной борьбе с оккупантами. Они распространяли листовки, собирали разведданные и оружие для партизан группы Николая Филипповича Королёва. Дом Кунько стал штаб-квартирой липеньских комсомольцев-подпольщиков.
В июне 1942 года вслед за братьями вступила в 210-й партизанский отряд имени И. В. Сталина. Учитывая молодой возраст, Римму зачислили в хозяйственную роту. Она неоднократно обращалась к командиру роты, комиссару партизанского отряда с просьбами включить её в состав боевой роты, но всегда получала отказ. Время от времени Марк учил её партизанской работе: окапываться, прятаться от неприятеля, ползать по-пластунски.
14 декабря 1942 года умирает в госпитале её брат Владимир от тяжёлого ранения в ноги. Его похоронили недалеко от места расположения партизанского отряда. На могиле брата перед всем отрядом Римма поклялась отомстить за его смерть.
Она начала учиться подрывному делу. Выкрав все нужные для подрыва эшелона составляющие ночь ушла, оставив командиру отряда записку такого содержания: «Я ушла на „железку“. В лагерь не вернусь, пока не подорву эшелон. Обо мне не беспокойтесь». Римма вернулась на третьи сутки, т.к. первую ночь поездов не было. На вторую тоже. Ночью лежала около полотна железной дороги, прислушиваясь и вглядываясь в темноту. Днем забиралась в стог сена и отдыхала. На третьи сутки показался военный поезд. Римма подложила мину, привязала шнур, отползла и стала ждать. Когда поезд подошел близко, рванула шнур. Прогремел взрыв. В отряде сначала не верили, что одна девочка может подорвать поезд. Чтоб проверить, правда ли это, командир выслал разведку. Разведка доложила, что на перегоне между станциями Татарка и Осиповичи, как раз в том месте, на которое указывала Римма, действительно спущен под откос немецкий военный эшелон. А так как никто из отряда на «железку» не ходил, значит, это дело Римминых рук. Так на её счету появился первый подорванный эшелон. Но несмотря на героический поступок в характеристике Риммы появился и первый выговор – за нарушении воинской дисциплины. Позднее стало известно, что в том подрыве был убит 31 немец. 
В конце 1942 года, по разрешению командования перешла в группу, расположенную в Брицаловичских лесах вблизи железной дороги (в январе 1943 года на базе этой группы создан 211-й партизанский отряд имени К. К. Рокоссовского) и сразу же была зачислена в боевую роту и ходила на задания с другими партизанами. 
По настоянию Риммы была организована и ею возглавлена первая женская группа партизанок-подрывников 1-й партизанской Осиповичской бригады "имени 8-го Марта", в которую кроме Риммы также вошли Нина Борозна, Надежда Суровец, Полина Борозна (в отряде получили прозвище «неразлучная четверка»). Они уничтожили 8 вражеских эшелонов. Её группа также была привлечена в операцию «Рельсовая война», в ходе которой принимала участие в 15 засадах, в уничтожении 7 мостов, разгроме вражеских гарнизонов в деревни Чучье и деревни Косьё Осиповичского района.
Осенью 1943 года была тяжело ранена, после выздоровления вернулась в строй и продолжила сражаться.
В июне 1944 года 1-я партизанская Осиповичская бригада начала операцию по соединению с наступающими частями Красной Армии. 1 июля 1944 года 211-й партизанский отряд имени К. К. Рокоссовского в районе деревни Брицаловичи встретил вражескую колонну автомашин с солдатами. В неравном бою Римма Кунько с семью бойцами прикрывала отход отряда, сдерживала гитлеровцев, пока не опустел диск ее автомата. Затем она бросилась в атаку, увлекая за собой боевых товарищей. В этот момент вражеские пули её и сразили. 
Была похоронена в д. Придок Осиповичского района, затем перезахоронена в городе Осиповичи в братской могиле партизан в сквере на ул. Абросимова. В 1960 году на месте братской могилы установлен памятник-скульптура «Партизан» с мемориальной доской, на которой имена пяти партизан (в том числе и Риммы Кунько), погибших в годы Великой Отечественной войны.

## Семья
Отец - Кунько Владимир Данилович, 1890-19.11.1938 гг. Место рождения: дер. Харевичи, Руденского района (в настоящее время деревня слилась с аг. Дукора (Пуховичский район) и представляет собой улицу имени Андрея Блашко). По образованию учитель белорусского языка и литературы. Работал директором в Лепельской школе с 1933 по 1937 год. Арестован 24 июля 1938 г. по обвинению в шпионаже и 2 ноября 1938 г. приговорен «тройкой» к высшей мере наказания. Расстрелян 19 ноября 1938 г. Реабилитирован военным трибуналом БВО 29 сентября 1956 г.
Мать - Кунько Вера Марковна, учительница математики и физики. После ареста мужа, а также после войны она продолжила работать в Липеньской школе. В послевоенные период получила звание «Народного учителя БССР». Умерла и похоронена на Липеньском кладбище в 1965. 
Брат - Кунько Владимир Владимирович, 1920-14.12.1942 гг. Место рождения: г. Речица, Гомельская область, БССР. Был добровольцем на Советско-финляндская войне. На начало ВОВ учился в политехническом институте. Потом был партизаном в 210-м партизанском отряде им. И.В.Сталина. Руководил многими удачными операциями; на боевом счету несколько подорванных эшелонов. Был тяжело ранен на боевом выходе на «железку» (подорвался на мине). Его привезли в госпиталь со сломанными ногами, но ампутация обеих ног в партизанском госпитале не принесла ожидаемого результата. Он умер на второй день. Похоронен возле места расположения партизанского отряда на партизанском кладбище (Могилевская область, Осиповичский район, п. Лозовое, урочище Рассоха). В 1972 году на братской могиле установлены плиты с именами погибших. Посмертно представлен к медаль «Партизану Отечественной войны» I-й степени.   
Брат - Кунько Марк Владимирович, 1922-1998 гг. Место рождения: г. Речица, Гомельская область, БССР. Был добровольцем на Советско-финляндская войне. На время начала ВОВ учился в г. Могилеве. По возвращении создал первую подпольную группу в Липене уже в августе 1941 года, она состояла из пяти человек. Потом ушёл в партизаны в 210-й партизанский отряд им. И.В.Сталина. С 01.01.1944 по 05.07.1944 был командиром взвода в том же отряде. Участник «Рельсовой войны». Награжден медалью «Партизану Отечественной войны» 1-й степени и орденом Красной Звезды, был представлен к ордену Красного Знамени. После войны проживал в Житковичском районе. Руководил совхозом «Красный Бор». Некоторое время возглавлял артель им. Щорса которая занималась деревопереработкой.  

## Государственные награды
Посмертно награждена медалью «Партизану Отечественной войны» 1-й степени и орденом Ленина, получателем обеих наград указана мать - Вера Марковна Кунько..  

## Память
Именем Риммы Кунько названы 3 улицы в Белоруссии:
| Область     | Район        | Город              | Улица              |
| ----------- | ------------ | ------------------ | ------------------ |
| Брестская   | Ивановский   | деревня Мохро      | улица Кунько Риммы |
| Могилевская | Осиповичский | агрогородок Липень | улица Кунько Риммы |
| Могилевская | Осиповичский | город Осиповичи    | улица Кунько Риммы |

На здании Липеньской средней школы, где она училась, в 1979 году установлена мемориальная доска. Замена памятной доски была проведена в 2005 году.
О Римме писал лично знавший её партизан Борис Васильевич Добродомов в своих мемуарах «Уходили в поход партизаны».
Память о Римме также увековечена в книге «Никогда не забудем!» (рассказы собраны и записаны под руководством Янки Мавра) в рассказе «Наша подруга» написанную двумя её приятельницами.
В экспозиции Белорусского государственного музея истории Великой Отечественной войны представлен автомат Риммы Кунько, поврежденный осколком вражеской мины.
Именем Риммы Кунько названы множество пионерских дружин. 

## Дата рождения и смерти
В официальных документах, источниках и памятных табличках фигурируют разные даты смерти: 30 июня, 1 июля и даже 2 июля. 
В некоторых источниках указано, что Римма погибла за два дня до освобождения города Осиповичи либо в день его освобождения. Осиповичи освободили 28 июня, таким образом дата её гибели - 26 июня либо 28 июня.
В статье «Женщины на войне» от 2015 года в «Могилевской правде» архивиста Государственного архива Могилевской области Скапцовой Нины, дата смерти указана как 27 июня.
Согласно рассекреченным в 2007 году сведениям о захоронении, точная дата смерти не указана, а год рождения ошибочно указан как 1927.
Этот же ошибочный год рождения - 1927 указан и на мемориальной доске установленной на братской могиле.

## В искусстве и литературе
Советская и белорусская писательница член Союза писателей СССР Галина Онуфриевна Василевская написала о Римме документальную повесть «Молния в ночи», изданную в г. Минске в 1965 году. По мотивам этой книги была записана радиопостановка. 
Велюгин Анатолий Степанович написал о Римме стихотворение «Песня аб Рыме Кунько».
Художник С.Романов создал рисунок «Партизанка Римма на диверсии», который в настоящее время находится в экспозиции Белорусского государственного музея истории Великой Отечественной войны.